# Кампури (Вранча)
Кампури (рум. Câmpuri) насеље је у Румунији у округу Вранча у општини Кампури. Oпштина се налази на надморској висини од 361 m.

## Становништво
Према подацима из 2011. године у насељу је живело 2272 становника.